# Lennart Atterwall
Lennart Folke Alfons Atterwall (* 26. März 1911 in Perstorp; † 23. April 2001 in Sjöbo) war ein schwedischer Leichtathlet, der in den Jahren vor und nach dem Zweiten Weltkrieg als Speerwerfer aktiv war. Er startete in bunter Folge für mehrere Vereine, darunter IFK Vendelsö und Malmö AI.
Atterwall gewann insgesamt acht Landesmeisterschaften:
| Jahr      | 1934  | 1935  | 1937  | 1938  | 1939  | 1940  | 1941  | 1946  |
| Weite (m) | 62,38 | 65,95 | 69,74 | 65,16 | 68,56 | 66,06 | 65,12 | 68,10 |

Am 20. September 1936 verbesserte er in Kopenhagen den von Erik Lundqvist gehaltenen schwedischen Rekord von 71,01 m auf 71,72 m und schraubte diese Marke gut ein Jahr später, am 17. Oktober 1937 in Stockholm, auf 74,77 m. Dieser Rekord hatte fast 14 Jahre lang Bestand: Erst 1951 kam Per-Arne Berglund auf 75,25 m.
Lennart Atterwall nahm an den Olympischen Spielen 1936 in Berlin sowie an zwei Europameisterschaften – 1938 in Paris und 1946 in Oslo – teil.
- In Berlin kam er mit 69,20 m deutlich abgeschlagen – der Drittplatzierte, der Finne Kalervo Toivonen, hatte 70,72 m geworfen – auf Platz 4.
- Zwei Jahre später, 1938 in Paris, wo die ersten fünf Werfer die 70-Meter-Marke übertrafen, reichten 68,58 m sogar nur für Platz 6.
- Im ersten Nachkriegsjahr, 1946 in Oslo, warf der inzwischen 35-jährige Atterwall mit 68,74 m nur unwesentlich weiter als acht Jahre zuvor in Paris. Seine finnischen Konkurrenten waren jedoch ebenfalls nicht in Rekordlaune: Die besten Weiten für Yrjö Nikkanen und Tapio Rautavaara wurden mit 67,50 m bzw. 66,40 m gemessen, was für Lennart Atterwall den Gewinn der Goldmedaille bedeutete.

1954 beendete er seine Karriere.